# Marrakech-Tensift-Al Haouz
Marrakech-Tensift-Al Haouz  er en region i det nordlige Marokko, med et indbyggertal på  3.102.652 mennesker (2. september 2004) på et areal af  31.881 km². Regionens administrative hovedby er Marrakech.

## Administrativ inddeling
Regionen er inddelt i et præfektur og fire provinser:
Præfektur:
- Marrakech

Provinser:
- Al Haouz, Chichaoua, El Kelaâ des Sraghna, Essaouira

## Større byer
Indbyggertal i følge  folketællingen 2. september 2004.
- Marrakech (823.154)
- Essaouira (69.493)
- El Kelaâ des Sraghna (68.694)
- Ben Guerir (62.872)

Andre viktige byer:
- Aït Ourir, Chichaoua, Tahannaout

## Eksterne kilder og henvisninger
1. ↑  Recensement général de la population et de l'habitat de 2004 Arkiveret 1. maj 2015 hos  Wayback Machine, Haut-commissariat au Plan, Lavieeco.com,  set 28 september 2012

31°40′N 8°7′V / 31.667°N 8.117°V